# Mutterdragare

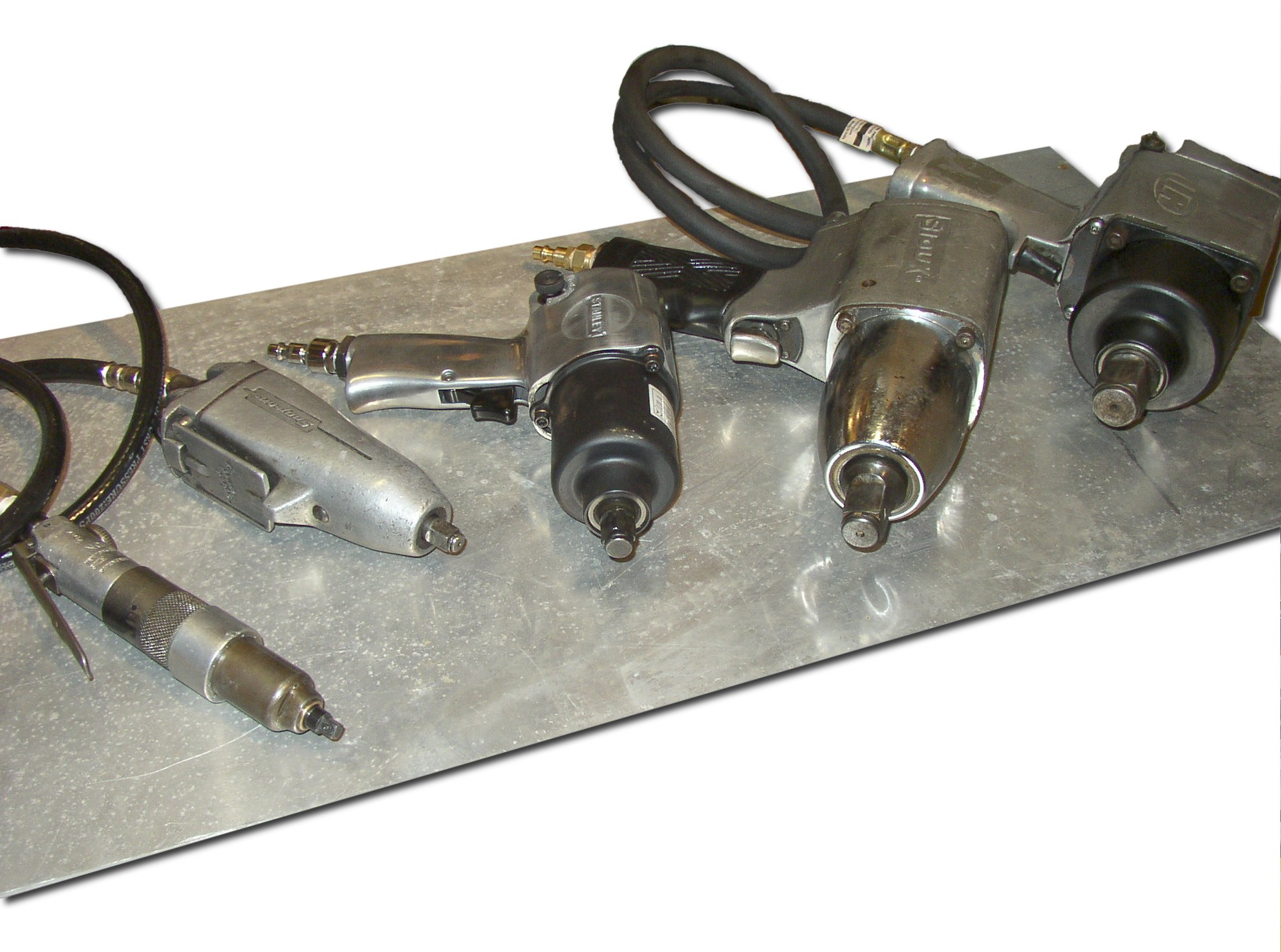
En samling pneumatiska mutterdragare av varierande storlek.

Mutterdragare är en elektrisk, hydraulisk eller pneumatisk apparat för att lösgöra muttrar och skruvar.
Mekaniken är konstruerad med en inbyggd slagmekanism som hamrar loss hårt åtsittande eller fastrostade skruvförband.